# Rake Yohn
Rake Yohn (eigentlich Edward Carl Webb; * 20. Januar 1977 in West Chester, Pennsylvania) ist eine US-amerikanische TV-Persönlichkeit, bekannt für seine Auftritte in den MTV-Fernsehsendungen Jackass und Viva La Bam, sowie den Videos der Filmreihe CKY.

## Werdegang
Rake hat eine ältere Schwester und einen jüngeren Bruder, Art Webb (bekannt aus den CKY-Filmen). Seinen Spitznamen bekam er von Brandon DiCamillo. Seinen Ursprung hat der Name darin, dass Rakes Eltern Australier sind. Immer, wenn Rake den Rasen mähen musste, hörte sich die Aufforderung der Eltern „Mow the lawn!“ für DiCamillo an wie „Mow the Yohn!“. „Rake“ ist das englische Wort für „Rechen“, da für DiCamillo Rakes langes Haar wie ein Rechen aussah.
Zu erkennen ist Webb an ebendiesen langen, recht ungepflegt wirkenden Haaren und seinem oft angsteinflößenden Gesichtsausdruck.
Während seiner Schulzeit spielte er in der Musikgruppe Threshing Sledge.

## Filme
- 1999: Landspeed Presents: CKY
- 2000: CKY2K
- 2001: CKY Documentary
- 2001: CKY3
- 2002: Jackass
- 2002: Jackass: The Movie
- 2002: CKY4: Latest & Greatest
- 2003: CKY: Infiltrate, Destroy, Rebuild - The Video Album
- 2003: Haggard
- 2005: A Halfway House Christmas
- 2003–2005: Viva La Bam
- 2006–2007: Bam’s Unholy Union
- 2008: Hotdog Casserole
- 2007: Jackass 2.5
- 2009: Minghags: The Movie
- 2010: Jackass 3D
- 2010: Cattle Bag
- 2014: Borrowed Happiness